# Plateros
Plateros är ett släkte av skalbaggar. Plateros ingår i familjen rödvingebaggar.

## Dottertaxa tillPlateros, i alfabetisk ordning[1]
- Plateros arizonensis
- Plateros australis
- Plateros avians
- Plateros batillifer
- Plateros bidens
- Plateros bispiculatus
- Plateros borealis
- Plateros capillaris
- Plateros capitatus
- Plateros carinulatus
- Plateros centralis
- Plateros coccinicollis
- Plateros devians
- Plateros flavoscutellatus
- Plateros floralis
- Plateros knulli
- Plateros lictor
- Plateros modestus
- Plateros nigerrimus
- Plateros nigrior
- Plateros ocularis
- Plateros perditus
- Plateros peregrinus
- Plateros roseimargo
- Plateros sanguinicollis
- Plateros sollicitus
- Plateros subfurcatus
- Plateros subtortus
- Plateros timidus
- Plateros transpictus
- Plateros tumacacori
- Plateros volatus